# Mick Blue
Mick Blue, pseudonimo di Michael Omelko (Graz, 9 settembre 1976), è un attore pornografico e regista pornografico austriaco.
Con 4222 film come attore, è considerato uno dei più prolifici attori ancora in attività.

## Biografia
Michael Omelko è nato a Graz il 9 settembre 1976 e ha fatto il suo debutto nel cinema pornografico nel 2000: da allora ha preso parte a oltre quattromila film pornografici.
Nel 2004 ha ricevuto tre candidature agli AVN Awards di Las Vegas come miglior interprete straniero, miglior scena di coppia e miglior scena anale. Nello stesso anno ha debuttato a Vienna nell'opera teatrale Bambiland del premio Nobel Elfriede Jelinek. Nel gennaio 2005 ha firmato un contratto esclusivo come interprete e regista con Zero Tolerance Entertainment.
Il suo debutto alla regia è stato intitolato Meet the Fuckers. Ha diretto anche per Elegant Angel usando lo pseudonimo Grazer (cioè «cittadino di Graz» in tedesco).
Nel giugno 2015 insieme alla moglie Anikka Albrite e Maestro Claudio ha fondato la casa di produzione BAM Visions per Evil Angel. Oltre a recitare in film e documentari pornografici, come il film documentario austriaco intitolato Porn Unplugged, è apparso nel ruolo di DJ nel film austriaco del 2015 Chimney or Pit. È stato inserito nella lista delle più grandi stelle del porno del 2016 secondo CNBC e nel 2017 nella Hall of Fame degli AVN Awards.

## Vita privata
Ha sposato la collega statunitense Anikka Albrite nel marzo 2014. Albrite ha affermato che la coppia ha una relazione molto monogama nella loro vita privata. Nel 2015 hanno rispettivamente vinto l'AVN Award come interprete maschile e femminile dell'anno, rendendoli di fatto la prima coppia sposata nella storia degli AVN Awards a vincere entrambi i premi contemporaneamente.

## Riconoscimenti
AVN Awards
- 2010 – Best Group Sex Scene (film) per 2040 con Alektra Blue, Jessica Drake, Kristen Price, Mikayla Mendez, Kaylani Lei, Tory Lane, Jayden James, Kayla Carrera, Randy Spears, Brad Armstrong, Rocco Reed, Marcus London e T.J. Cummings[17]
- 2012 – Best Three-Way Sex Scene - G/B/B per Asa Akira Is Insatiable 2 con Asa Akira e Toni Ribas[18]
- 2012 – Best Double Penetration Sex Scene per Asa Akira Is Insatiable 2 con Asa Akira e Toni Ribas[18]
- 2013 – Best Double Penetration Sex Scene per Asa Akira Is Insatiable 3 con Asa Akira e Ramon Nomar[19]
- 2013 – Best Group Sex Scene per Asa Akira Is Insatiable 3 con Asa Akira, Erik Everhard e Ramon Nomar[19]
- 2013 - Best Three-Way Sex Scene (Boy/Boy/Girl) per Lexi con Lexi Belle e Ramón Nomar[20]
- 2014 – Best Anal Sex Scene (film) per Anikka con Anikka Albrite[21]
- 2014 – Best Group Sex Scene per The Gang Bang of Bonnie Rotten con Bonnie Rotten, Karlo Karrera, Tony DeSergio e Jordan Ash[22]
- 2014 – Best Double Penetration Sex Scene per Anikka 2 con Anikka Albrite e Erik Everhard[23]
- 2015 – Best Group Sex Scene per Gangbang Me con A.J. Applegate, Erik Everhard, James Deen, Jon Jon, John Strong, Mr. Pete e Ramon Nomar[23]
- 2015 - Best Three-Way Sex Scene - Boy/Boy/Girl per Allie con Allie Haze e Ramon Nomar[24]
- 2015 – Male Performer of the Year[23]
- 2015 - Most Outrageous Sex Scene per Gangbang Me con Adriana Chechik, Erik Everhard e James Deen[23]
- 2016 – Best Anal Sex Scene (film) per Being Riley con Riley Reid[25]
- 2016 – Best Group Sex Scene per GangBang Me 2 con Keisha Grey, James Deen, Jon Jon, Jonh Strong e Erik Everhard[26]
- 2016 – Best Three-Way Sex Scene (Girl/Girl/Boy) per Anikka's Anal Sluts con Anikka Albrite e Valentina Nappi[25]
- 2016 – Male Performer of the Year[25]
- 2017 - Best Boy/Girl Sex Scene per Natural Beauties con Kendra Sunderland[27]
- 2017 – Male Performer of the Year[28]
- 2017 – Best Double Penetration Sex Scene per Abella con Abella Danger e Markus Dupree[29]
- 2017 – AVN Hall of Fame - Video Branch[30]
- 2018 – Best Double Penetration Sex Scene per Angela 3 con Angela White e Markus Dupree[31]
- 2018 – Best Group Sex Scene per Angela 3 con Angela White, Markus Dupree, Xander Corvus, Toni Ribas e John Strong[32]
- 2018 – Best Three-Way Sex Scene - Girl/Girl/Boy per Young and Beautiful con Riley Reid e Megan Rain[33]
- 2019 – Best Group Sex Scene per After Dark con Tori Black, Jessa Rhodes, Abella Danger, Mia Malkova, Kira Noir, Vicki Chase, Angela White, Ana Foxxx, Bambino, Ricky Johnson, Ryan Driller e Alex Jones[34]
- 2020 – Best Boy/Girl Sex Scene per Unlocked con Gianna Dior[35]
- 2020 – Best Gangbang Sex Scene per Angela White: Dark Side con Angela White, Markus Dupree, Steve Holmes, Prince Yahshua, Jon Jon, Jon Strong, Robby Echo, Eric John, Rob Piper, Mr. Pete e Eddie Jaye[36]
- 2021 – Best Double - Penetration Sex Scene per The Insatiable Emily Willis con Emily Willis e Steve Holmes[37]
- 2021 – Best POV Sex Scene per Emily Willis: Car BJ & POV Fucking con Emily Willis[37]
- 2022 - Best Anal Sex Scene per Psychosexual Part 2 con Gianna Dior[38]
- 2023 - Best Double-Penetration Sex Scene per Gia Scene 1: Double Penetration! con Gia Derza e John Strong[39]
- 2023 - Best Gangbang Sex Scene per Take Control con Angela White, Jonh Strong, Isiah Maxwell, Zac Wilde e Oliver Flynn[40]
- 2023 - Best Oral Sex Scene per Laney Grey Deepthroats All Day con Laney Grey[41]
- 2025 – Best Double Penetration Sex Scene per Learnong How To Reid con Ryan Reid e Hollywood Cash[42]
- 2025 – Best Sex Scene - Foursome/Orgy per Brazzers Present: 20 for 20 con Angela White, Cherie DeVille, Alexis Fawx, Kayley Gunner, Lily Lou, Abigail Morris, Kira Noir, Ryan Reid, Gal Ritchie, Queenie Sateen, Luna Star, Monique Alexander, Hollywood Cash, Manuel Ferrara, Ricky Johnson, JMac, Alex Jones, Keiran Lee, Isiah Maxwell, Scott Nails e Van Wylde[43]

XBIZ Awards
- 2013 – Best Scene - Feature Movie per Wasteland con Lily LaBeau, Lily Carter, Ramon Nomar, David Perry e Toni Ribas[44]
- 2014 – Best Scene - Non-Feature Release per The Gangbang of Bonnie Rotten con Bonnie Rotten, Karlo Karrera, Tony DeSergio e Jordan Ash[45]
- 2014 – Best Scene - Couples-Themed Release per Hotel No Tell con Madison Ivy[46]
- 2015 – Best Scene– Non - Feature Release per Gangbang Me con Adriana Checkik, Chris Strokes, Erik Everhard, James Deen e John Strong[47][48]
- 2017 – Best Scene - Feature Release per Babysitting the Baumgartners con Anikka Albrite e Sara Luvv[49]
- 2019 – Best Sex Scene - Gonzo Release per Cam Girls: The Movie con Ginger Banks[50]
- 2022 – Male Performer Of The Year[51]
- 2022 – Best Sex Scene – Performer Showcase per Influence: Emily Willis con Emily Willis e Dante Colle[52]
- 2023 - Best Sex Scene - Feauture Movie per Drift con Maitland Ward e Seth Gamble[53]
- 2023 - Best Sex Scene - Gonzo per Take Control con Angela White, Oliver Flynn, Isiah Maxwell, John Strong e Zac Wild[54]
- 2023 - Best Sex Scene - Performer Showcase per April Olsen Knows Best con April Olsen, Alex Jones e Rob Piper[55]
- 2024 - Best Sex Scene -Performer Showcase per Luna Star: Seduce & Destroy con Luna Star, Damon Dice e Oliver Flynn[56]
- 2025 - Best Sex Scene - Feature Movie per Project X con Cherie DeVille[57]
- 2025 – Best Sex Scene - Orgy/Group per Brazzers Present: 20 for 20 con Cherie DeVille, Alexis Fawx, Kayley Gunner, Lily Lou, Abigail Morris, Kira Noir, Ryan Reid, Gal Ritchie, Queenie Sateen, Luna Star, Monique Alexander, Monique Alexander, Hollywood Cash, Manuel Ferrara, Ricky Johnson, JMac, Alex Jones, Keiran Lee, Isiah Maxwell, Scott Nails e Van Wylde

XRCO Award
- 2015 – Male Performer of the Year[58]
- 2016 – Male Performer of the Year[59]
- 2017 – Male Performer of the Year[60]
- 2018 – XRCO Hall of Fame[61]
- 2020 – Male Performer of the Year[62]
- 2023 – Male Performer of the Year[63]

Altri premi
- 2015: Venus Award – Jury Award for Best Porn Couple con Anikka Albrite[64]

## Filmografia

### Attore
- Fetish 9: Schwarze Messe (2000)
- Maximum Perversum 81: Mit der Faust im Arsch (2000)
- 110% Natural 1 (2001)
- Ariella die versaute Meerjungfrau (2001)
- Big Mama 3 (2001)
- Extrem 16: Nasse Spalten (2001)
- Liebestolle Nixen im Sperma-Rausch (2001)
- Maximum Perversum 82: Exzesse der Lust (2001)
- Onorevole (2001)
- Schulferien auf dem Ponyhof (2001)
- Susse Goren gierig nach Sperma (2001)
- Teufels Weiber (2001)
- Verschollen (2001)
- Voto di Castità (2001)
- 2002 wilde Sex-Nachte (2002)
- Anhauen umhauen abhauen (2002)
- Black Label 27: Love Story (2002)
- Cervello tra le Gambe (2002)
- Chasin Tail 1 (2002)
- Emotion (2002)
- Enjoy 1 (2002)
- Enjoy 2 (2002)
- Euroglam 2 (2002)
- EXXXplosion (2002)
- Fallo da Rigore (2002)
- Hardcore Innocence 6 (2002)
- Hardcore Innocence 7 (2002)
- Hausfrauen Schande (2002)
- Hotel Amore (2002)
- L'eredità (2002)
- Mama ist die Beste (2002)
- Mensch Mutter (2002)
- Michelle és Sandra (2002)
- Orgy World: The Next Level 2 (2002)
- Perceptions (2002)
- Pirate Fetish Machine 8: Fetish Academy (2002)
- Pleasure Island (2002)
- Porno Veline Belle e Porcelline (2002)
- Porno-Report (2002)
- Private Gold 57: Big Member (2002)
- Private Movies 6: 5 Keys Of Pleasure (2002)
- Segretario a tempo pieno (2002)
- Sexx the Hard Way 8 (2002)
- Touch Me (2002)
- Verfickte Praxis (2002)
- Amsterdam Sex Games (2003)
- Anal Teen Tryouts 2 (2003)
- Au-Pair-Teenies (2003)
- Big Wet Asses 1 (2003)
- Cleopatra 1 (2003)
- Cleopatra 2: Legend Of Eros (2003)
- Contacts (2003)
- Crack Her Jack 1 (2003)
- Cumback Pussy 50 (2003)
- Decadent Love (2003)
- Devil Deep Inside (2003)
- Education of Claire (2003)
- Erotica XXX 5 (2003)
- Euroglam 4 (2003)
- Fallen Angels (2003)
- First Class Euro Sluts 1 (2003)
- Gangland White Boy Stomp 14 (2003)
- Garden of Seduction (2003)
- Hardcore Innocence 9 (2003)
- Hungary For Cock (2003)
- I Know You're Watching 2 (2003)
- Illumination (2003)
- Kaloz radio (2003)
- Katja Kassin's Fuck Me (2003)
- Letterine senza mutandine (2003)
- Measure For Measure (2003)
- Pirate Fetish Machine 11: Fetish Recall (2003)
- Pirate Fetish Machine 9: No Job No Blow (2003)
- Prima Volta (2003)
- Private Gold 58: Calendar Girl (2003)
- Private Gold 59: Mafia Princess (2003)
- Private Gold 60: Private Eye (2003)
- Private Life of Dora Venter (2003)
- Private Life of Lea De Mae (2003)
- Private Life of Rita Faltoyano (2003)
- Private Reality 13: Explosive Women (2003)
- Private Reality 15: Never Say No (2003)
- Private Reality 16: More Than Sex (2003)
- Private Reality 17: Anal Desires (2003)
- Private Sports 2: Rock Hard (2003)
- Private Sports 4: Snow Sluts (2003)
- Private Xtreme 8: Deep Obsessions (2003)
- Private Xtreme 9: Wet Young Bitches (2003)
- Professianals 1 (2003)
- Provocations (2003)
- Rocco's Initiations 6 (2003)
- Settimo Paradiso (2003)
- Sex with Young Girls 5 (2003)
- Slam It In Her Ass (2003)
- Sodomania 41 (2003)
- Sodomania 42 (2003)
- Spread 'Em Wide 2 (2003)
- Teen Dreams 6 (2003)
- Velvet Thrust (2003)
- Voyeur 26: Torpedo Slam (2003)
- When Porn Stars Play 1: More Than She Expected (2003)
- Young and Wild 1 (2003)
- Young and Wild 4 (2003)
- 2 Dicks in 1 Chick 7 (2004)
- 2 on 1 17 (2004)
- A.N.A.L. 4: Wrong Hole (2004)
- Anal Excursions 1 (2004)
- Analgeddon 1 (2004)
- Apprentass 2 (2004)
- Art Of Ass 3 (2004)
- Ass Cleavage 5 (2004)
- Ass Crackin' 1 (2004)
- Ass Crackin' 2 (2004)
- Assume the Position 2 (2004)
- Assume the Position 3 (2004)
- ATM City 1 (2004)
- ATM Machine 4 (2004)
- Belladonna's Fuck Me (2004)
- Big Boobs in Prague (2004)
- Big Cock Seductions 13 (2004)
- Biggz and the Beauties 10 (2004)
- Bikini Encounters (2004)
- Blowjob Mania (2004)
- Bottoms Up 1 (2004)
- Buttwoman Iz Lauren Phoenix (2004)
- Cabaret Bizarre (2004)
- Camel Hoe's 1 (2004)
- Camel Hoe's 2 (2004)
- China Syndrome 1 (2004)
- Cum Beggars 1 (2004)
- Cytherea Iz Squirtwoman 1 (2004)
- Dasha's Sex Tour (2004)
- Don't Tell My Daddy (2004)
- Double Decker Sandwich 5 (2004)
- Double Filled Cream Teens 3 (2004)
- Double Stuffed 4 (2004)
- Drop Sex 2 (2004)
- Erotica XXX 6 (2004)
- Extreme Behavior 4 (2004)
- Fine Ass Babes 3 (2004)
- Fishnets 1 (2004)
- Gang Bang Darlings 2 (2004)
- Gangbang Auditions 13 (2004)
- Gangbang Girl 35 (2004)
- Girl Next Door 1 (2004)
- Girls Interrupted 2 (2004)
- Girls Night Out In Tijuana (2004)
- Grand Theft Anal 5 (2004)
- Haley Paige AKA Filthy Whore (2004)
- Harder They Cum 1 (2004)
- Heavy Handfuls 4 (2004)
- Hellcats 3 (2004)
- Hot and Spicy Latinass 2 (2004)
- I Know You're Watching 3 (2004)
- I Love This Business (2004)
- In the Garden of Shadows 2: Faith (2004)
- Incredible Gulp 3 (2004)
- Incumming 2 (2004)
- Innocence Baby Blue (2004)
- Internal Cumbustion 5 (2004)
- Internal Cumbustion 6 (2004)
- Interracial Lust 3 (2004)
- Jack's Playground 12 (2004)
- Jack's Playground 15 (2004)
- Jack's Playground 26 (2004)
- Jewel De'Nyle's Last Movie (2004)
- Jonni Darkko's Anal Perversions 3 (2004)
- Latin Fantasies (2004)
- Lessons In Lust 4 (2004)
- Lost Angels: Katsumi (2004)
- Lucky Bastard 2 (2004)
- Market Fresh (2004)
- Me Luv U Long Time 6 (2004)
- Nasty Prospects 10 (2004)
- Naughty College School Girls 34 (2004)
- New Trix 1 (2004)
- News Girl (2004)
- No Holes Barred 3 (2004)
- Passion Of The Ass 3 (2004)
- Pop 2 (2004)
- Private Life of Jane Darling (2004)
- Private Life of Jessica May (2004)
- Private Reality 21: Fuck Me (2004)
- Private Reality 26: Wet 'n Horny Bitches (2004)
- Private Story Of Sarah O'Neal (2004)
- Private Thrills (2004)
- Private Tropical 10: Caribbean Airlines (2004)
- Private Tropical 9: Coral Honeymoon (2004)
- Professianals 4 (2004)
- Professianals 6 (2004)
- School Of Porn (2004)
- Secret Lives (2004)
- Sex Ambassador (2004)
- Sex Collections (2004)
- Sex Lies And Internet (2004)
- Sex Tails 1 (2004)
- Share the Load 1 (2004)
- Share the Load 2 (2004)
- Six Pack (2004)
- Slam It in Deeper (2004)
- Slam It in Every Hole (2004)
- Sophisticated Sluts (2004)
- Spring Chickens 7 (2004)
- Spunk Drunk (2004)
- Story Of J (2004)
- Strip Tease Then Fuck 4 (2004)
- Stuffin Young Muffins 1 (2004)
- Super Naturals 1 (2004)
- Tag Teamed 2 (2004)
- Tails of Perversity 11 (2004)
- Take No Prisoners (2004)
- Teagan: Erotique (2004)
- Teen Dreams 7 (2004)
- Teen Tryouts Audition 34 (2004)
- Teens Goin' Wild 15 (2004)
- Tell Me What You Want 4 (2004)
- Ten Little Piggies 3 (2004)
- Ten Little Piggies 4 (2004)
- Ten Little Piggies 5 (2004)
- Tera Tera Tera (2004)
- Three's Cumpany (2004)
- Threesomes (2004)
- Tits Ahoy 1 (2004)
- Tits and Ass 6 (2004)
- Truly Nice Ass 7: Scrumptious (2004)
- Undressed And Oversexed (2004)
- Up'r Class 1 (2004)
- Victoria's Wet Secrets (2004)
- Wet Brunettes 2 (2004)
- Wetter The Better 1 (2004)
- What Gets You Off 1 (2004)
- Who's The New Girl 1 (2004)
- Wife Lover Whore (2004)
- XXX Platinum Blondes 2 (2004)
- Yellow Fever 1 (2004)
- Young Tight Latinas 7 (2004)
- Absolute Desire (2005)
- Amazing DP's (2005)
- Anal Driller 5 (2005)
- Anal Driller 6 (2005)
- Anal Madness (2005)
- Apple Bottomz 1 (2005)
- Ass Breeder 1 (2005)
- Ass Cleavage 6 (2005)
- Ass Fukt 1 (2005)
- Ass Pounders 3 (2005)
- Ass Watcher 4 (2005)
- Assassin 3 (2005)
- Assume the Position 4 (2005)
- Assume the Position 5 (2005)
- Asswhole 2 (2005)
- Blow Me Sandwich 7 (2005)
- Brunettes Deluxxxe (2005)
- Built for Filth: Audrey Hollander (2005)
- Butt Gallery 2 (2005)
- Camel Hoe's 3 (2005)
- Cherry Bomb 3 (2005)
- Crack Addict 2 (2005)
- Crack Addict 3 (2005)
- Craving Big Cocks 5 (2005)
- Cum Beggars 2 (2005)
- Cum Beggars 3 (2005)
- Dorm Room Gangbang 6 (2005)
- Double Impact 3 (2005)
- Double Penetration 2 (2005)
- Early Entries 4 (2005)
- Fine Ass Babes 4 (2005)
- Fishnets 2 (2005)
- Fresh Pink 1 (2005)
- Fresh Pink 2 (2005)
- Fuck My Ass -n- Make Me Cum 4 (2005)
- Fucking Beautiful 2 (2005)
- Fucking Beautiful 6 (2005)
- Gettin' Behind (2005)
- Glamazon (2005)
- Goo 4 Two 1 (2005)
- Goo 4 Two 2 (2005)
- Grand Theft Anal 7 (2005)
- Hand to Mouth 1 (2005)
- Hustler Centerfolds 5 (2005)
- Incredible Gulp 4 (2005)
- Innocence Ass Candy (2005)
- Intensities In 10 Cities 2 (2005)
- Internal Cumbustion 7 (2005)
- Internal Cumbustion 8 (2005)
- Jack's Playground 30 (2005)
- Just My Ass Please 4 (2005)
- Legal Teens (2005)
- Lick It Up 1 (2005)
- Little Miss Innocent 1 (2005)
- Look What's Up My Ass 5 (2005)
- Lusting for Latinas (2005)
- Meet The Fuckers 1 (2005)
- Meet The Fuckers 2 (2005)
- New Trix 2 (2005)
- New Trix 4 (2005)
- Pamela Principle (2005)
- Penetrate Me (2005)
- Pleasures of the Flesh 12 (2005)
- POV Centerfolds 1 (2005)
- POV Centerfolds 2 (2005)
- Private Life of Sandy Style (2005)
- Private Story Of Lucy Love (2005)
- Rapture (2005)
- Ready Wet Go 1 (2005)
- Real Racks 1 (2005)
- Scharfe Strohwitwen (2005)
- Share the Load 3 (2005)
- Slam It in Harder (2005)
- Slant Eye for the Straight Guy 1 (2005)
- Sloppy Seconds 1 (2005)
- Strip Tease Then Fuck 6 (2005)
- Swallow The Leader 2 (2005)
- Sweet Cream Pies 1 (2005)
- Taco Shop 2 (2005)
- Tag Teamed 3 (2005)
- Teen X Two 2 (2005)
- Teenage Jizz Junkies 1 (2005)
- Three's Cumpany (2005)
- Tic Tac Toe's 1 (2005)
- Tic Tac Toe's 2 (2005)
- Twisted Tales 2 (2005)
- Up'r Class 2 (2005)
- Voyeur 30 (2005)
- Voyeur's Best Anal Blonde Cocksuckers (2005)
- Wet Dreams Cum True 4 (2005)
- What Gets You Off 2 (2005)
- When Porn Stars Play 3: Beauties in the Tropix (2005)
- Who Let The Whores Out 1 (2005)
- Who's Your Daddy 7 (2005)
- Young Cummers 2 (2005)
- Young Harlots: In London (2005)
- 2 New 1 (2006)
- 2 Young To Fall In Love 2 (2006)
- Anal Dancing (2006)
- Anal Driller 9 (2006)
- Anal Excursions 5 (2006)
- Angel Perverse 4 (2006)
- Apple Bottomz 2 (2006)
- Ass Breeder 3 (2006)
- Ass Cleavage 7 (2006)
- Ass Drippers 6 (2006)
- Ass Wide Open 3 (2006)
- Asstravaganza 2 (2006)
- Big Natural Breasts 6 (2006)
- Big Natural Breasts 7 (2006)
- Big Natural Breasts 8 (2006)
- Big Natural Tits 16 (2006)
- Big Wet Asses 8 (2006)
- Bra Bustin and Deep Thrustin (2006)
- Bring Your A Game 1 (2006)
- Bring Your A Game 2 (2006)
- Butt Gallery 5 (2006)
- Chanel No. 1 (2006)
- Cock Starved 1 (2006)
- Crack Her Jack 6 (2006)
- Crush (2006)
- Cum Hungry Leave Full 1 (2006)
- Cum Hungry Leave Full 2 (2006)
- Cum Out And Play (2006)
- Cumstains 7 (2006)
- Daddy's Little Princess 1 (2006)
- Dicks and Dildos (2006)
- Dietro da Impazzire 7 (2006)
- Do It Right White Boy (2006)
- Dude Your Girlfriend Is in a Porno 4 (2006)
- Early Entries 6 (2006)
- Eingelocht (2006)
- Fresh Pink 3 (2006)
- Fuck My Teen Ass 2 (2006)
- Fucking Hostile 3 (2006)
- Goo 4 Two 3 (2006)
- Hard Candy 1 (2006)
- Hell the Paradise for All You Sinners (2006)
- I Love Asians 2 (2006)
- I Love Katsumi (2006)
- Illegal Ass 1 (2006)
- Intimate Journal (2006)
- It's a Daddy Thing 1 (2006)
- Jack's Big Ass Show 2 (2006)
- Liquid Ass-sets 1 (2006)
- Love Between The Cheeks (2006)
- Meet The Fuckers 3 (2006)
- Meet The Fuckers 4 (2006)
- Meet The Fuckers 5 (2006)
- New Releases 4 (2006)
- No Mercy 3 (2006)
- Passion Of The Ass 6 (2006)
- Pleasures of the Flesh 13 (2006)
- POV Centerfolds 3 (2006)
- Pure Sextacy 1 (2006)
- Ready Wet Go 2 (2006)
- Real Racks 2 (2006)
- Riding The Curves 5 (2006)
- Screamin For Semen 2 (2006)
- Sexpose' 2: Nikki Benz (2006)
- Share the Load 4 (2006)
- Spain In The Ass (2006)
- Teenage Jizz Junkies 2 (2006)
- Tic Tac Toe's 3 (2006)
- Up'r Class 3 (2006)
- Up'r Class 4 (2006)
- What Gets You Off 3 (2006)
- White Guy Black Pie 2 (2006)
- Whore De France (2006)
- Who's Your Momma 1 (2006)
- 1 Dick 2 Chicks 6 (2007)
- 2 Dicks 1 Hole 2 (2007)
- Anal Debauchery 1 (2007)
- Anal Expedition 11 (2007)
- Anal Gate 2: Wide Open (2007)
- Anal Gate 3: Gaping Girls (2007)
- Angel Perverse 5 (2007)
- Angel Perverse 8 (2007)
- Apprentass 7 (2007)
- Ass Addiction 2 (2007)
- Bachelor Party Fuckfest 6 (2007)
- Big Cock Seductions 26 (2007)
- Big Natural Breasts 10 (2007)
- Big Natural Breasts 9 (2007)
- Big Natural Tits 18 (2007)
- Big Natural Tits 19 (2007)
- Big Rack Attack 3 (2007)
- Big Wet Asses 10 (2007)
- Bore My Asshole 1 (2007)
- Come to Momma 1 (2007)
- Crack Her Jack 7 (2007)
- Crack Her Jack 8 (2007)
- Creamery (2007)
- Cum Hungry Leave Full 3 (2007)
- Cum Hungry Leave Full 4 (2007)
- Cum on My Tattoo 3 (2007)
- Decadent Anal Sluts (2007)
- Deeper 8 (2007)
- Did You Miss Me (2007)
- Doll House 1 (2007)
- Doll House 2 (2007)
- Double Vaginal Surprise (2007)
- Dressed to Fuck 1 (2007)
- Dressed to Fuck 3 (2007)
- Fantasy All Stars 4 (2007)
- Filth Cums First 2 (2007)
- Fishnets 6 (2007)
- Flawless (2007)
- Fresh Pink 4 (2007)
- Fresh Pink 5 (2007)
- Fresh Pussy 6 (2007)
- Fuck It Like It's Hot (2007)
- Furious Fuckers 1 (2007)
- Gift (2007)
- Hannah: Erotique (2007)
- I Love Asians 5 (2007)
- I Love Cytherea (2007)
- I Love Latinas (2007)
- Innocence Lost (2007)
- Internal Eruptions (2007)
- It's a Mommy Thing 1 (2007)
- I've Been Sodomized 2 (2007)
- Jack's Leg Show 2 (2007)
- Jack's POV 10 (2007)
- Jack's POV 7 (2007)
- Jack's POV 9 (2007)
- Meet The Fuckers 6 (2007)
- Meet The Fuckers 7 (2007)
- Naked Aces 1 (2007)
- Natural Born Tits 5 (2007)
- Naturally Yours 1 (2007)
- Naughty Nanny 1 (2007)
- New Releases 6 (2007)
- Nylons 1 (2007)
- One on One 7 (2007)
- POV Centerfolds 4 (2007)
- POV Centerfolds 5 (2007)
- Private Xtreme 38: Teens (2007)
- Real Racks 3 (2007)
- Red Hot Fox (2007)
- Russian Angels (2007)
- Scent of a Girl (2007)
- Sexual Freak 5: Hannah Harper (2007)
- Sexual Freak 6: Sophia Santi (2007)
- Sexual Freak 7: Stoya (2007)
- Slime Ballin' 1 (2007)
- Squirt in My Gape 2 (2007)
- Teens With Tits 12 (2007)
- Throb 2 (2007)
- Victory over De-Feet (2007)
- Voracious 3 (2007)
- World Cups (2007)
- 100% Natural Tits (2008)
- Addicted 4 (2008)
- Addicted 5 (2008)
- Alexis Texas is Buttwoman (2008)
- All About Eva Angelina (2008)
- Anal Acrobats 2 (2008)
- Anal Acrobats 3 (2008)
- Anal Asspirations 10 (2008)
- Anal Asspirations 9 (2008)
- Anal Buffet 1 (2008)
- Angelina Armani: The Big Hit (2008)
- Apprentass 8 (2008)
- Ass Addiction 3 (2008)
- Ass For Days 6 (2008)
- Ass Watcher 5 (2008)
- Bad Girls, Ink. (2008)
- Barely Legal Interactive (2008)
- Barely Legal Oral Education 2 (2008)
- Big Boob Orgy 1 (2008)
- Big Boobs are Cool 2 (2008)
- Big Rack Attack 5 (2008)
- Bleached To The Bone 1 (2008)
- Busty Housewives 1 (2008)
- Butthole Whores 3 (2008)
- Chain Gang 1 (2008)
- Cheaters Caught or Not (2008)
- Cheerleaders (2008)
- Chicks and Salsa 5 (2008)
- Cock Happy 2 (2008)
- Come As You Please 2 (2008)
- Come As You Please 3 (2008)
- Come to Momma 2 (2008)
- Come to Momma 3 (2008)
- Consumer Affairs 1 (2008)
- Control 8 (2008)
- Control 9 (2008)
- Creamery 4 (2008)
- Cum Buckets 8 (2008)
- Cum Hungry Leave Full 5 (2008)
- Cum Hungry Leave Full 6 (2008)
- Cum On In 4 (2008)
- Cum On In 5 (2008)
- Cum on My Tattoo 4 (2008)
- Cumcocktion (2008)
- Curvy Girls 1 (2008)
- Deeper 11 (2008)
- Deeper 9 (2008)
- Defend Our Porn (2008)
- Dirty Over 30 1 (2008)
- Dirty Over 30 2 (2008)
- Discovering Alexis Texas (2008)
- Doll House 3 (2008)
- Doll House 4 (2008)
- Don't Let Daddy Know 5 (2008)
- Double Decker Sandwich 11 (2008)
- Double Decker Sandwich 12 (2008)
- Down the Hatch 23 (2008)
- Every Last Drop 8 (2008)
- Filled To The Rim 6 (2008)
- Filth Cums First 3 (2008)
- Filthy 3 (2008)
- Fishnets 8 (2008)
- Fishnets 9 (2008)
- Foot Soldiers 1: The Stomping Grounds (2008)
- Fresh Newcummers 3 (2008)
- Fresh Young Asses 3 (2008)
- Fuck Me in the Bathroom 2 (2008)
- Fusxion Fetish (2008)
- Gabriella Fox: Nude (2008)
- Gotcha (2008)
- Grand Theft Anal 11 (2008)
- Hairy Movie (2008)
- Hard Candy 4 (2008)
- Heavy Duty 2 (2008)
- Hot Sauce 6 (2008)
- Hot Sauce 7 (2008)
- I Came In Your Mom 1 (2008)
- I Love Penny (2008)
- Icon (2008)
- I'm A Big Girl Now 8 (2008)
- Incumming 14 (2008)
- Internal Cumbustion 13 (2008)
- Internal Cumbustion 14 (2008)
- Internal Injections 3 (2008)
- Internal Injections 4 (2008)
- It Takes Two 6 (2008)
- It's a Secretary Thing 1 (2008)
- Jack's Big Tit Show 6 (2008)
- Jack's My First Porn 10 (2008)
- Jack's POV 11 (2008)
- Jack's Teen America 20 (2008)
- Jack's Teen America 22 (2008)
- Jana Cova: Erotique (2008)
- Jenna vs. Courtney (2008)
- Jesse Jane: Fuck Fantasy (2008)
- Jesse Jane: Kiss Kiss (2008)
- Just Legal Babes 3 (2008)
- Life of Sabrina Rose (2008)
- Lusty Latinas (2008)
- Mamacitas 11 (2008)
- Massive Asses 3 (2008)
- Massive Boobs (2008)
- Meet The Fuckers 8 (2008)
- MILF Bone 2 (2008)
- MILF Next Door 4 (2008)
- Mother Load 4 (2008)
- Mrs. Conduct (2008)
- Naked Aces 3 (2008)
- Naked Aces 4 (2008)
- Naturally Yours 3 (2008)
- Need For Seed 2 (2008)
- Need For Seed 3 (2008)
- New Chicks Cum First 7 (2008)
- New To The Game 3 (2008)
- Nikki Jayne Experiment (2008)
- No More Bush (2008)
- No Swallowing Allowed 14 (2008)
- No Swallowing Allowed 15 (2008)
- Nylons 3 (2008)
- Nymphomanic Bitches 1 (2008)
- Pacific Rim 2 (2008)
- Perfect Match (2008)
- Performers of the Year (2008)
- Perverted (2008)
- Phat Ass Tits 5 (2008)
- Piece of Ass (2008)
- PinUp Perversions With Krystal Steal (2008)
- Pirates II: Stagnetti's Revenge (2008)
- POV Centerfolds 6 (2008)
- POV Centerfolds 7 (2008)
- Pretty Pussies Please 4 (2008)
- Private Xtreme 39: Ibiza Sex Party 4 (2008)
- Private Xtreme 40: Ibiza Sex Party 5 (2008)
- Ready Wet Go 5 (2008)
- Real Female Orgasms 9 (2008)
- Real Racks 5 (2008)
- Red Hotz (2008)
- Road Hard (2008)
- Rocco's Nasty Tails 8 (2008)
- Rocco's Obsession with Teen Supersluts 3 (2008)
- Rock and Roll in my Butthole 1 (2008)
- Roller Dollz (2008)
- Rubbercats (2008)
- Shay Jordan: Juice (2008)
- Shot Glasses 1 (2008)
- Sinful Angels (2008)
- Slave Dolls 3 (2008)
- Sorority Ass Sluts (2008)
- Sporty Girls 1 (2008)
- Spring Chickens 20 (2008)
- Spring Chickens 21 (2008)
- Spunk'd 8 (2008)
- Sticky Sweet (2008)
- Stoya: Sexy Hot (2008)
- Strip Tease by Meggan Mallone (2008)
- Strip Tease Then Fuck 10 (2008)
- Surrender the Booty 3 (2008)
- Swap Meat (2008)
- Sweat 1 (2008)
- Sweat 4 (2008)
- Sweat 5 (2008)
- Sweet Cream Pies 4 (2008)
- Taco Shop 3 (2008)
- Tease Before The Please 2 (2008)
- Tease Before The Please 3 (2008)
- Teen Princess (2008)
- Teen X Two 3 (2008)
- Teenage Heartbreakers 2 (2008)
- Teens With Tits 13 (2008)
- This Ain't the Munsters XXX (2008)
- Tits Ahoy 6 (2008)
- Tits Ahoy 7 (2008)
- Tits Ahoy 8 (2008)
- Top Shelf 1 (2008)
- Top Ten (2008)
- Totally Fucked 2 (2008)
- Un-Natural Sex 22 (2008)
- Un-Natural Sex 23 (2008)
- Virgins of the Screen 6 (2008)
- Waist Watchers 3 (2008)
- Welcome to Hollywood (2008)
- Wet Dreams Cum True 6 (2008)
- Whatabooty 5 (2008)
- When Cougars Attack 2 (2008)
- Who's Nailin Paylin (2008)
- Wild Cherries 5 (2008)
- XOXO Joanna Angel (2008)
- Young and Nasty 3 (2008)
- 2 Men And A Ho! (2009)
- 2040 (2009)
- 30+ Sluts (2009)
- Addicted to Pleasure (2009)
- Anal Acrobats 4 (2009)
- Anal Payload (2009)
- Angelina Armani: Overcome (2009)
- Apple Bottomz 6 (2009)
- Apprentass 10 (2009)
- Ashlynn Brooke's Adventures In Sex (2009)
- Ass Cleavage 11 (2009)
- Ass The New Pussy (2009)
- Ass Wide Open 1 (2009)
- Asslicious (2009)
- Asstounding 1 (2009)
- Attack of the Great White Ass (2009)
- Bad Girls 1 (2009)
- Bad Girls 2 (2009)
- Big Boob Orgy 2 (2009)
- Big Boobs are Cool 3 (2009)
- Big Butt Oil Orgy 1 (2009)
- Big Butt TV (2009)
- Big Wet Asses 16 (2009)
- Big Wet Tits 8 (2009)
- Bleached To The Bone 3 (2009)
- Blonde Bombs (2009)
- Bounce 1 (2009)
- Bounce 2 (2009)
- Brand New Faces 21 (2009)
- Brats N' Braces (2009)
- Breast of All Time (2009)
- Bree Exposed (2009)
- Bree's Anal Invasion (2009)
- Bree's College Daze 2 (2009)
- Brunettes: The Darkside (2009)
- Bum Rushed (2009)
- Busty Housewives 3 (2009)
- Busty Waitresses (2009)
- Centerfolds Exposed (2009)
- Chain Gang 2 (2009)
- Club Jenna: The Anal Years (2009)
- Cock Happy 3 (2009)
- Come On In 6 (2009)
- Couples Camp 1 (2009)
- Cream Team 3 (2009)
- Cum for Me Nikki Jayne (2009)
- Cum-Spoiled Sluts (2009)
- Cumstains 10 (2009)
- Curvy Girls 4 (2009)
- Deviance 1 (2009)
- Dirty Minds (2009)
- Dirty Over 30 4 (2009)
- Doll House 5 (2009)
- Doll House 6 (2009)
- Don't Make Me Beg 1 (2009)
- Double Decker Sandwich 13 (2009)
- Double Time (2009)
- Dreamgirlz 2 (2009)
- Evalutionary 1 (2009)
- Farm Fresh 1 (2009)
- Filth Cums First 4 (2009)
- Foot Soldiers 2: The Feet Market (2009)
- Fresh Jugs 8 (2009)
- Fresh Meat 26 (2009)
- Fuck Face (2009)
- Fuck Me in the Bathroom 3 (2009)
- Glamour Girls 1 (2009)
- Glamour Girls 2 (2009)
- Golden Globes 1 (2009)
- Head Master 3 (2009)
- Hillary Loves Jenna (2009)
- Hot Sauce 8 (2009)
- Housewife 1 on 1 14 (2009)
- I Came In Your Mom 2 (2009)
- I'm A Big Girl Now 10 (2009)
- Internal Cumbustion 15 (2009)
- Is He There? (2009)
- Jack's Big Ass Show 9 (2009)
- Jack's My First Porn 11 (2009)
- Jack's POV 13 (2009)
- Jack's POV 14 (2009)
- Jack's Teen America 23 (2009)
- Jenna Haze: Nymphomaniac (2009)
- Jesse Jane: Breathe Me (2009)
- Jesse Jane: Dirty Movies (2009)
- Jesse Jane: Online (2009)
- Johnny Loves Morgan (2009)
- Katsuni: Opened Up (2009)
- Kristina Rose Is Slutwoman (2009)
- Latin Adultery 8 (2009)
- Latinistas 5 (2009)
- Legend of the Magic Taco (2009)
- Letterman's Nailin Palin (2009)
- Live in my Secrets (2009)
- Long Shlongs 2 (2009)
- Lust 1 (2009)
- Magical Threesome Adventure Experience (2009)
- Make Me Cum (2009)
- Massive Asses 4 (2009)
- Meet The Fuckers 10 (2009)
- Meet The Fuckers 9 (2009)
- MILF Bone 4 (2009)
- MILF Madness 2 (2009)
- MILF Next Door 5 (2009)
- MILF Squad (2009)
- MILF Wars: Julia Ann vs Lisa Ann (2009)
- Naturally Yours 5 (2009)
- Nikita Loves Jenna (2009)
- No Love Lost (2009)
- No Swallowing Allowed 16 (2009)
- Oil Spills 1 (2009)
- Oil Spills 2 (2009)
- Paola e Amigas (2009)
- Performers of the Year 2009 (2009)
- Phat Bottom Girls 1 (2009)
- Phat Bottom Girls 2 (2009)
- Popporn: The Guide to Making Fuck (2009)
- Pornstar Perspective (2009)
- POV Centerfolds 8 (2009)
- Pretty Sloppy 1 (2009)
- Pretty Sloppy 2 (2009)
- Private Specials 28: EuroAnal Teens (2009)
- Push 2 Play (2009)
- Raylene's Dirty Work (2009)
- Ready Wet Go 6 (2009)
- Real Wife Stories 5 (2009)
- Riley Steele: Chic (2009)
- Riley Steele: Honey (2009)
- Sadie and Friends 5 (2009)
- Seducing Fantasies (2009)
- Seduction (2009)
- Sex on Set (2009)
- Sexual Blacktivity 1 (2009)
- Shay Jordan: Leather and Lace (2009)
- She's the Boss 1 (2009)
- Shot Glasses 2 (2009)
- Slutty and Sluttier 9 (2009)
- Splashes On Glasses 1 (2009)
- Splashes On Glasses 2 (2009)
- Sporty Girls 2 (2009)
- Sporty Girls 3 (2009)
- Starlets (2009)
- Sticky Sweet 2 (2009)
- Stoya: Perfect Picture (2009)
- Stoya: Workaholic (2009)
- Strip Tease Then Fuck 11 (2009)
- Strip Tease Then Fuck 12 (2009)
- Suck It (2009)
- Sweet Cream Pies 6 (2009)
- Swimsuit Calendar Girls 2 (2009)
- Taste of Stoya (2009)
- Teachers (2009)
- Teenage Whores 4 (2009)
- Teens With Tits 14 (2009)
- There Will Be Cum 7 (2009)
- Titlicious 1 (2009)
- Tits Ahoy 9 (2009)
- Tori Black Is Pretty Filthy 1 (2009)
- Tormented (2009)
- Unplanned Parenthood (2009)
- Up'r Class 6 (2009)
- Vampires (2009)
- Video Nasty 5: Teagan (2009)
- War on a Rack (2009)
- Watch Your Back 3 (2009)
- Watch Your Back 4 (2009)
- Watermelons 1 (2009)
- Wet Dreams Cum True 7 (2009)
- Wet Dreams Cum True 8 (2009)
- Wet Wild and Young 1 (2009)
- Whore It Up (2009)
- Whore Training: Learning the Ropes (2009)
- Who's Your Daddy 12 (2009)
- You and Us (2009)
- You, Me and Her (2009)
- Young and Nasty 4 (2009)
- Young and Nasty 5 (2009)
- Young Latinas 2 (2009)
- Your Ass Is Mine (2009)
- Amateurs in Miami (2010)
- American Daydreams 8 (2010)
- Anal Buffet 4 (2010)
- Anal Fanatic 1 (2010)
- Anally Yours... Love, Kristina Rose (2010)
- Art of Anal 1 (2010)
- Ashton Loves Jenna (2010)
- Asia Morante: Il mio debutto (2010)
- Asian Eyes (2010)
- Ass Lovers Delight (2010)
- Asslicious 2 (2010)
- Bad Girls 5 (2010)
- Bangover (2010)
- Bar Pussy (2010)
- Barely Legal Cumming Of Age 3 (2010)
- Bartenders (2010)
- Battle Of The Asses 2 (2010)
- Belladonna: Slut (2010)
- Big Ass Cheerleaders 1 (2010)
- Big Butts Like It Big 7 (2010)
- Big Wet Asses 17 (2010)
- Big Wet Asses 18 (2010)
- Big Wet Tits 10 (2010)
- Big Wet Tits 9 (2010)
- Body Heat (2010)
- Bombshells 1 (2010)
- Brand New Faces 27 (2010)
- Briana Extreme (2010)
- Bum Rushed 2 (2010)
- Busty Athletics (2010)
- Busty House Calls (2010)
- Busty Housewives 4 (2010)
- Busty Lifeguards (2010)
- Busty POV (2010)
- Buy a Bride (2010)
- Candy Ass (2010)
- Car Wash Girls (2010)
- Casting Couch Confessions (2010)
- Cheater (2010)
- Chestnuts (2010)
- Connection (2010)
- Couch Confessions (2010)
- Cougar Street (2010)
- Crazy For Cock (2010)
- Creampied Cheerleaders 1 (2010)
- Crushing on Draven Star (2010)
- Crushing on Kleio (2010)
- Cum Fart Cocktails 8 (2010)
- Curvaceous 2 (2010)
- Curvies (2010)
- Curvy Girls 5 (2010)
- Cuties 1 (2010)
- Daddy's Princess (2010)
- Deep Anal Abyss 3 (2010)
- Delinquents (2010)
- Desires (2010)
- Dirty Me (2010)
- Eva Angelina vs. Teagan (2010)
- Evil Anal 11 (2010)
- Evil Anal 12 (2010)
- Experience Required (2010)
- F for Francesca (2010)
- Family Matters (2010)
- Fly Girls (2010)
- Flynt Vault: Classic Superstars (2010)
- Freshmen Anal Orientation (2010)
- Friends Don't Let Friends Fuck Alone 2 (2010)
- Fuckabilly (2010)
- Gangbang Auditions 24 (2010)
- Getting Off With Monique (2010)
- Girl a Boy and a Toy (2010)
- Girl Next Door (2010)
- Girl Talk (2010)
- Glamour Girls 3 (2010)
- Go Big Or Go Home (2010)
- Golden Globes 2 (2010)
- Golden Globes 3 (2010)
- Hard Day's Work (2010)
- I Came in Your Mom 3 (2010)
- In the Butt 6 (2010)
- Internal Cumbustion 16 (2010)
- Jack's Asian Adventure 4 (2010)
- Jack's POV 16 (2010)
- Jack's POV 17 (2010)
- Jesse Jane Playful (2010)
- Jesse Jane: Homework (2010)
- Jesse Jane: Reckless (2010)
- Joanna's Angels 3 (2010)
- Just Over Eighteen 24 (2010)
- Legs Up Hose Down (2010)
- Lies (2010)
- Looking for Mr. Right Now (2010)
- Love and Marriage (2010)
- Love and Other Mishaps (2010)
- Mason's DD Adventures (2010)
- Massive Facials 2 (2010)
- Mean Girls (2010)
- Meggan's Sexy Stories (2010)
- Milflicious (2010)
- My Boss' Daughter (2010)
- My Plaything: Audrey Bitoni (2010)
- Naughty or Nice 2 (2010)
- Newbies 1 (2010)
- Nikki's House (2010)
- No Panties Allowed 2 (2010)
- Nude Roommate (2010)
- Nymphomaniac (2010)
- Official Big Brother Parody (2010)
- Official Jersey Shore Parody (2010)
- Official Survivor Parody (2010)
- Official To Catch a Predator Parody 2 (2010)
- Performers of the Year 2010 (2010)
- Playgirl's Hottest Country Loving (2010)
- Pornstar Superheroes (2010)
- Private Lessons (2010)
- Rachel Starr Is Badass (2010)
- Rack Jobs (2010)
- Real Female Orgasms 12 (2010)
- Rebel Girl (2010)
- Recruiter (2010)
- Replacement (2010)
- Riley Steele: Love Fool (2010)
- Riley Steele: So Fine (2010)
- Roommate (2010)
- Rush (2010)
- Sarah's Going Rogue (2010)
- Say Hi to Your Mother for Me (2010)
- School's Out (2010)
- Sex Appeal (2010)
- Sexual HarASSment (2010)
- She's the Boss 2 (2010)
- Shot Glasses 3 (2010)
- Size Matters (2010)
- Slut Camp 1 (2010)
- Slut Tracker 1 (2010)
- Slutty and Sluttier 11 (2010)
- Slutty and Sluttier 13 (2010)
- Smart Asses (2010)
- Smiths (2010)
- Speed (2010)
- Starlets 2010 (2010)
- Sticky Teen Faces 2 (2010)
- Strip for Me (2010)
- Stripper Diaries (2010)
- Studio 69 (2010)
- Substitute (2010)
- Sunny Leone Loves HD Porn (2010)
- Sunny Leone Loves HD Porn 2 (2010)
- Sweet Cherrys 1 (2010)
- Swimsuit Calendar Girls 4 (2010)
- Swing High Swing Low (2010)
- Taxi: A Hardcore Parody (2010)
- Teen Splash (2010)
- Titlicious 2 (2010)
- Tits To Die For 1 (2010)
- Top Shelf 2 (2010)
- Tori Black Is Pretty Filthy 2 (2010)
- Tori Black Superstar (2010)
- Watcher (2010)
- Watching Savanna (2010)
- Wet Wild and Young 2 (2010)
- Wet Wild and Young 3 (2010)
- Whores on the 14th (2010)
- Wife Switch 11 (2010)
- Young Panty-Ho's 1 (2010)
- 10 Things I Hate About Love (2011)
- 2 of a Kind (2011)
- About to Blow (2011)
- Amateurs at Home (2011)
- Anal Acrobats 6 (2011)
- Anal Buffet 6 (2011)
- Anal Fanatic 2 (2011)
- Anal Fanatic 3 (2011)
- Anal Prom Queens (2011)
- Anal Supreme (2011)
- Anal Workout (2011)
- Art of Anal 2 (2011)
- Asa Akira Is Insatiable 2 (2011)
- Babysitters 2 (2011)
- Bachelorette Orgy 1 (2011)
- Backdoor to Chyna (2011)
- Bad Girls 6 (2011)
- Battle Of The Asses 3 (2011)
- Belladonna's Test Subjects (2011)
- Best New Starlets 2012 (2011)
- Big Boob Addicts (2011)
- Big Tit Whorror Flick (2011)
- Big Wet Asses 19 (2011)
- Big Wet Asses 20 (2011)
- Black and Blue (2011)
- Blackmail (2011)
- Blondes (2011)
- Blowing My Mind (2011)
- Bombshells 2 (2011)
- Breast in Class 2: Counterfeit Racks (2011)
- Burning Angel All-Stars (2011)
- Burning Embers (2011)
- Cheerleader Drop Outs (2011)
- Cock on My Mind 2 (2011)
- Cockalicious (2011)
- Corrupt Minds (2011)
- Crib (2011)
- Cumtastic Cookout (2011)
- Delphi (2011)
- Don't Make Me Beg 4 (2011)
- Dreamgirlz 3 (2011)
- Evil Anal 13 (2011)
- Evil Anal 14 (2011)
- Farm Girls Gone Bad (2011)
- Faster (2011)
- Four Eyed Fuck Fest 1 (2011)
- Freak (2011)
- Fresh and Easy 1 (2011)
- Fresh Meat 29 (2011)
- Gallery for Sex (2011)
- Gangbanged 1 (2011)
- Gaped 2 (2011)
- Getting Away from It All (2011)
- Getting In (2011)
- Girlfriend's Revenge 1 (2011)
- Golden Globes 4 (2011)
- Gracie Glam: Lust (2011)
- Guilty Pleasures 1 (2011)
- Guilty Pleasures 2 (2011)
- Gym Rats Orgy (2011)
- Hard Bodies (2011)
- Hardcore Coach (2011)
- Hot For Teacher (2011)
- In Riley's Panties (2011)
- In the Butt 7 (2011)
- Jack's POV 18 (2011)
- Jack's POV 19 (2011)
- Joanna Angel Exposed (2011)
- Joanna Angel: Ass-Fucked (2011)
- Job for Jenna (2011)
- Jules Jordan: The Lost Tapes 1 (2011)
- Jynx Maze Is a Sex Addict (2011)
- Kagney Linn Karter is Relentless (2011)
- Kelly Divine Is Buttwoman (2011)
- Kiss and Tell (2011)
- Knockers Out (2011)
- Librarians (2011)
- Like Sister Like Slut (2011)
- Lust Lovers 3 (2011)
- Masseuse 1 (2011)
- Masseuse 2 (2011)
- Masseuse 3 (2011)
- MILF Does a Body Good 2 (2011)
- Million Dollar Hoax (2011)
- Mission Asspossible (2011)
- Mommies Gone Bad (2011)
- My Favorite Emosluts (2011)
- My First Gangbang 1 (2011)
- Naughty Office 23 (2011)
- Neighbor Affair 10 (2011)
- New Dad in Town (2011)
- New Girls (2011)
- Newbies 2 (2011)
- No Panties Allowed 3 (2011)
- Oil Covered Asses 1 (2011)
- One Sorry Slut (2011)
- Party Girls (2011)
- Passport (2011)
- Perfect Getaway (2011)
- Performers of the Year 2012 (2011)
- Pinup Fusion (2011)
- Pornstars Punishment Agency (2011)
- Portrait of a Call Girl (2011)
- Power Fuck (2011)
- Private Gold 119: Sex On Board (2011)
- Private Gold 121: Adventures on the Lust Boat (2011)
- Protect Me From Love (2011)
- Real Wife Stories 11 (2011)
- Riley Steele: Lights Out (2011)
- Riley Steele: Satisfaction (2011)
- Secretear Her Pussy (2011)
- Sex and Submission 16726 (2011)
- Sex and Submission 17563 (2011)
- SexAholics (2011)
- Sister Wives XXX: A Porn Parody (2011)
- Slut Tracker 2 (2011)
- Sluts in Lingerie (2011)
- Stoya: Web Whore (2011)
- Strip Searched 1 (2011)
- Stripper Firefighters (2011)
- Stripper Grams (2011)
- Swimsuit Calendar Girls 2011 (2011)
- Tara's Titties (2011)
- Teacher's Pet 1 (2011)
- Teases and Pleases 1 (2011)
- Teen-ie Bikini (2011)
- Teens In Tight Jeans 1 (2011)
- Teens Wear Short Shorts (2011)
- Too Good to Be True 1 (2011)
- Too Small To Take It All 4 (2011)
- Top Guns (2011)
- Trashy Teen Pick-Ups (2011)
- Vivid's 102 Cum Shots (2011)
- Watching You 2 (2011)
- Whores of Darkness (2011)
- XXX Avengers (2011)
- You Asked Whore It (2011)
- Young Panty-Ho's 2 (2011)
- Young Thighs in Knee Highs 2 (2011)
- Young Toes Before Hoes (2011)
- 18 And Loves It Up The Ass 4 (2012)
- 2 Chicks Same Time 12 (2012)
- Addicted to Toys (2012)
- All Natural Cuties (2012)
- Anal Academy (2012)
- Anal Fanatic 4 (2012)
- Anal Students (2012)
- Asa Akira is Insatiable 3 (2012)
- Asian Anal Assassins (2012)
- Asians Love Anal (2012)
- Ass Cream Sandwich (2012)
- Backdoor Entry 2 (2012)
- Bad Girls 8 (2012)
- Big Dick for a Cutie 2 (2012)
- Big Dick in an Asian Chick (2012)
- Big Tits at School 16 (2012)
- Big Tits in Sports 10 (2012)
- Big Tits in Sports 11 (2012)
- Big Wet Asses 22 (2012)
- Big Wet Butts 6 (2012)
- Bush 2 (2012)
- Busty Cops (2012)
- College Drop Out 3 (2012)
- College Girls Like It Dirty (2012)
- Cool Crowd (2012)
- Co-Workers Gone Bad (2012)
- Crack Addict 8 (2012)
- Cuntry Girls (2012)
- Cuties 3 (2012)
- Cuties 4 (2012)
- Daddy Did the Babysitter (2012)
- Dani Daniels: Dare (2012)
- Deceptions (2012)
- Dirty Masseur 1 (2012)
- Dirty Masseur 2 (2012)
- Ditching Party Orgy: Caught on Tape (2012)
- Doctor Adventures.com 14 (2012)
- Doll House 8 (2012)
- DP Fanatic (2012)
- DP Fanatic 2 (2012)
- Drive Me Crazy (2012)
- Evalutionary 2 (2012)
- Everything Butt 16732 (2012)
- Everything Butt 17978 (2012)
- Everything Butt 18066 (2012)
- Everything Butt 19689 (2012)
- Everything Butt: Juliette's Anal Punishment (2012)
- Faking It (2012)
- Fetish Fuckdolls 6 (2012)
- Four Eyed Fuck Fest 2 (2012)
- Fucking for Fashion (2012)
- Gangbanged 5 (2012)
- Glam-Core (2012)
- Holiday Office Party (2012)
- Home Affairs 2 (2012)
- House Call Nurses (2012)
- I Have a Wife 19 (2012)
- If I'm Fired You're Fucked (2012)
- Illegal Ass 3 (2012)
- Immortal Love (2012)
- In Bed With Katsuni (2012)
- Innocence of Youth 2 (2012)
- Innocence of Youth 3 (2012)
- Internal Cumbustion 17 (2012)
- Intimate Passions (2012)
- Invading My Privacy (2012)
- Jerkaholics (2012)
- Jesse Jane Asking Price (2012)
- Joanna Angel Filthy Whore (2012)
- Lexi (2012)
- Lily Carter is Irresistible (2012)
- Liquid Diet (2012)
- Massive Asses 6 (2012)
- Meet Bonnie (2012)
- MILF Wars: Francesca Le vs. Raylene (2012)
- My Favorite Whore 5 (2012)
- My First Gangbang 2 (2012)
- My Girlfriend's Busty Friend 2 (2012)
- My Little Panties 4 (2012)
- My Naughty Massage (2012)
- My Wife's Hot Friend 16 (2012)
- Nerdy Girls (2012)
- Nurses 2 (2012)
- Oil Covered Asses 2 (2012)
- On The Air Sex Affairs (2012)
- Performers of the Year 2013 (2012)
- Please Come on my Leggings (2012)
- Porn Legacy (2012)
- Pornstars Like It Big 13 (2012)
- Private Gold 127: A Ship E-Rect (2012)
- Private Gold 139: Adventures on the Lust Boat 2 (2012)
- Private Gold 147: Adventures on the Lust Boat 3 (2012)
- Private Specials 52: Tease Me (2012)
- Private Specials 53: Sex Boat 1 (2012)
- Prom Night (2012)
- Public Displays Of Affection (2012)
- Raven Alexis Unleashed (2012)
- Real Racks 7 (2012)
- Real Wife Stories 14 (2012)
- Redheads Are Sexy 2 (2012)
- Riley Steele: Looking for Love (2012)
- Rock and Roll in my Butthole 2 (2012)
- Sassy Ass (2012)
- School of Black Cock (2012)
- Seduction 2 (2012)
- Sexual Tension: Raw and Uncut (2012)
- Sexy In Her Swimsuit (2012)
- Share the Load 5 (2012)
- She Likes It In Her Ass (2012)
- She's So Cute 4 (2012)
- She's So Cute 5 (2012)
- Shopping for Sex (2012)
- Skip Trace (2012)
- Sorority Sex Orgy 2 (2012)
- Stripper Pole (2012)
- Stuffin Young Muffins 9 (2012)
- Super Size My Boobs (2012)
- Teenage Assfixiation (2012)
- Teens In Tight Jeans 2 (2012)
- Teens Like It Big 12 (2012)
- Titties n Lace (2012)
- Too Good to Be True 2 (2012)
- Toy For Her Boy (2012)
- Virgins 6 (2012)
- Wasteland (2012)
- Water World: Underwater Sex (2012)
- Wet Wifebeaters (2012)
- When Daddy's Away (2012)
- Younger Games (2012)
- 2 Chicks Same Time 14 (2013)
- Adam & Eve's Legendary Latinas (2013)
- Anal Acrobats 8 (2013)
- Anal Fanatic 5 (2013)
- Anal Interludes (2013)
- Anal Students 2 (2013)
- Anal Workout 2 (2013)
- Anikka (2013)
- Ass Factor 5 (2013)
- Assacre (2013)
- Backdoor Beauties (2013)
- Banging Blonde Bitches (2013)
- Battle of the Asses 5 (2013)
- Best New Starlets 2013 (2013)
- Big Anal Asses (2013)
- Big Butts Like It Big 12 (2013)
- Big Butts Like It Big 13 (2013)
- Big Butts Like It Big 14 (2013)
- Big Dick for a Cutie 3 (2013)
- Big Girls Are Sexy 3 (2013)
- Big MILF Juggs 3 (2013)
- Big Tits At Work 20 (2013)
- Big Tits in Sports 12 (2013)
- Big Tits in Uniform 9 (2013)
- Big Wet Breasts (2013)
- Big Wet Butts 10 (2013)
- Big Wet Butts 9 (2013)
- Big Wet Tits 12 (2013)
- Bush 3 (2013)
- Christmas Orgy 2 (2013)
- Creeping In The Back Door (2013)
- Cuties 5 (2013)
- Dat Pearl Necklace (2013)
- Dirty Masseur 3 (2013)
- Dirty Masseur 5 (2013)
- Double D Vixens (2013)
- Edibles: Appetite for Sex (2013)
- Everybody Loves Sasha Grey (2013)
- Eye Candy (2013)
- Foot Fanatic (2013)
- Foot Prints (2013)
- Frosty Faces (2013)
- Fucking His Daughter's Friend (2013)
- Gang Bang Of Bonnie Rotten (2013)
- Girl Gasms 5 (2013)
- Girls In Tights (2013)
- Hair Down There 1 (2013)
- Hair Down There 2 (2013)
- Hot Body Ink (2013)
- Hot Chicks Big Fangs (2013)
- Hotel No Tell (2013)
- Hypnosis (2013)
- I Am Asa Akira 2 (2013)
- I Do Privates (2013)
- I Have a Wife 24 (2013)
- I Love Big Girls (2013)
- I'm In Love With A Stripper (2013)
- In Heat (2013)
- Innocence of Youth 5 (2013)
- Innocence Of Youth 6 (2013)
- It's Safe to Swallow (2013)
- Jack Attack 2 (2013)
- Jack Attack 5 (2013)
- Jack Attack 6 (2013)
- John Leslie Goes Deep 2 (2013)
- La Boutique (2013)
- Latinas On Fire (2013)
- Little Jean Shorts (2013)
- Manhandled 2 (2013)
- Mia (2013)
- Monster Curves 22 (2013)
- My Dad's Hot Girlfriend 16 (2013)
- My Girlfriend's Busty Friend 6 (2013)
- My Mom's A Slut (2013)
- My Wife's Hot Friend 18 (2013)
- My Young Girl Obsession (2013)
- Naughty Bookworms 33 (2013)
- Neighbor Affair 19 (2013)
- Nylons 11 (2013)
- Oil Overload 10 (2013)
- Panty Raiders (2013)
- Planting Seeds 3 (2013)
- Porn in the USA 1 (2013)
- Pornstars Like It Big 17 (2013)
- Pretty Dirty 7 (2013)
- Pure 18 29 (2013)
- Pussies In Pantyhose (2013)
- Quick Sand (2013)
- Ready Wet Go 7 (2013)
- Real Female Orgasms 16 (2013)
- Real Wife Stories 15 (2013)
- Redheads Are Sexy 3 (2013)
- Remy 2 (2013)
- Samantha Saint Is Completely Wicked (2013)
- Screaming Ass Gasms 1 (2013)
- Secretary's Day 6 (2013)
- Seeing Red (2013)
- Sexual Desires Of Naomi West (2013)
- Sexual Desires Of Staci Silverstone (2013)
- Sexually Explicit 2 (2013)
- Sexy Student Bodies (2013)
- Sharing Is Caring (2013)
- She Looks Like Me (2013)
- She's So Cute 6 (2013)
- Skip Trace 3 (2013)
- Slutty and Sluttier 20 (2013)
- Soaking Wet (2013)
- Star Kissed (2013)
- Supermodels (2013)
- Sweet Petite (2013)
- Swimsuit Calendar Girls 2013 (2013)
- Take My Anal Virginity Instead (2013)
- Tattooed Goddesses (2013)
- Teens In Tight Jeans 4 (2013)
- There's Something About Lexi Belle (2013)
- There's Something About Lisa Ann (2013)
- Tiny Dancer (2013)
- Tiny Titty Cuties (2013)
- Too Small to Take It All 6 (2013)
- Touched By Some Anal (2013)
- Twerking (2013)
- Wet (2013)
- Wet Asses 1 (2013)
- Wet Asses 2 (2013)
- Wet Dreams (2013)
- Young Tarts In Training (2013)
- Young Toes Before Hoes 2 (2013)
- Young Toes Before Hoes 3 (2013)
- Yum Yum Dim Sum (2013)
- 2 For You (2014)
- 4 Men And A Lady: A Gang Bang (2014)
- Allie (2014)
- American POV: Tattoo Edition (2014)
- Anal Cuties 1 (2014)
- Anal Freaks (2014)
- Anal POV Style (2014)
- Asians, Asians, Asians (2014)
- Ass Factor 6 (2014)
- August Ames and Friends (2014)
- Ava Addams and Friends (2014)
- B for Bonnie (2014)
- Beautiful Sinners (2014)
- Belle Knox and Friends (2014)
- Best in XXX (2014)
- Big Anal Asses 2 (2014)
- Big Tits at School 19 (2014)
- Big Tits In Uniform 13 (2014)
- Blonde Bombshells (2014)
- Buns of Anarchy (2014)
- Christy Mack and Friends (2014)
- Complete Mommy X-Perience (2014)
- Cougars, Kittens and Cock 3 (2014)
- Crave (2014)
- Cumsumption (2014)
- Cute Little Babysitter (2014)
- Cute Little Babysitter 4 (2014)
- Daddy Issues (2014)
- dailybush 2 (2014)
- Dirty Rotten Mother Fuckers 7 (2014)
- DP Me 1 (2014)
- DP My Wife With Me 4 (2014)
- Epic Asses (2014)
- Erotic Pleasures 2 (2014)
- Everybody Loves Alexis Texas (2014)
- Extreme Naturals 8 (2014)
- Fluid 2 (2014)
- From Both Ends (2014)
- Gangbang Me (2014)
- Gym Rats Orgy 3 (2014)
- I Have a Wife 27 (2014)
- I Love My Sister's Big Tits (2014)
- In Through The Out Door (2014)
- Innocence Of Youth 7 (2014)
- Ivy's Anal Addiction (2014)
- Joanna Angel Gangbang (2014)
- John Leslie's Phenoms (2014)
- Keisha (2014)
- Latinas On Fire 2 (2014)
- Laws Of Love (2014)
- Legs 4 (2014)
- Meet Dakota Skye (2014)
- Milf Revolution 2 (2014)
- MILFS Illustrated 2 (2014)
- Modern Romance (2014)
- Mother May I (2014)
- My Brother Has A Big Dick 2 (2014)
- My Friend's Hot Girl 9 (2014)
- My Sister Has A Tight Pussy 2 (2014)
- Naturally Beautiful (2014)
- Neighbor Affair 22 (2014)
- Odd Jobs (2014)
- Oil Overload 11 (2014)
- Orgy Initiation of Lola (2014)
- Orgy Masters 4 (2014)
- Pale Girls (2014)
- Perfect Little Titties (2014)
- Porn in the USA 2 (2014)
- Porn in the USA 3 (2014)
- Pretty Dirty 8 (2014)
- Rear View 4 (2014)
- Sexual Desires Of Mia Malkova (2014)
- She's Trending (2014)
- Slammed 3 (2014)
- Sleeping Beauty XXX: An Axel Braun Parody (2014)
- Squirt Gasms 2 (2014)
- Stacked (2014)
- Super Cute (2014)
- Superstars 1st Anal (2014)
- Sweet Petite 2 (2014)
- Teenagers These Days (2014)
- Titties n Lace 2 (2014)
- Water World: Underwater Sex 3 (2014)
- Wet Asses 3 (2014)
- Wet Asses 4 (2014)
- Whore Of Wall Street (2014)
- Yoga Butt Sluts (2014)
- Young and Glamorous 6 (2014)
- Young Panty Ho's 3 (2014)
- Young Thighs In Knee Highs 4 (2014)

### Regista
- Fresh Pink 2 (2005)
- Meet The Fuckers 1 (2005)
- Meet The Fuckers 2 (2005)
- POV Centerfolds 1 (2005)
- POV Centerfolds 2 (2005)
- Teen X Two 2 (2005)
- Tic Tac Toe's 1 (2005)
- Tic Tac Toe's 2 (2005)
- Cum Hungry Leave Full 1 (2006)
- Cum Hungry Leave Full 2 (2006)
- Cum Out And Play (2006)
- Fresh Pink 3 (2006)
- Meet The Fuckers 3 (2006)
- Meet The Fuckers 4 (2006)
- Meet The Fuckers 5 (2006)
- POV Centerfolds 3 (2006)
- Spain In The Ass (2006)
- Tic Tac Toe's 3 (2006)
- Whore De France (2006)
- Cum Hungry Leave Full 3 (2007)
- Cum Hungry Leave Full 4 (2007)
- Doll House 1 (2007)
- Doll House 2 (2007)
- Fresh Pink 4 (2007)
- Fresh Pink 5 (2007)
- Meet The Fuckers 6 (2007)
- Meet The Fuckers 7 (2007)
- POV Centerfolds 4 (2007)
- POV Centerfolds 5 (2007)
- Victory over De-Feet (2007)
- Cum Hungry Leave Full 5 (2008)
- Cum Hungry Leave Full 6 (2008)
- Doll House 3 (2008)
- Doll House 4 (2008)
- Filthy 3 (2008)
- Flying Solo 1 (2008)
- I Came In Your Mom 1 (2008)
- Jenna vs. Courtney (2008)
- Meet The Fuckers 8 (2008)
- POV Centerfolds 6 (2008)
- POV Centerfolds 7 (2008)
- Ready Wet Go 5 (2008)
- Shot Glasses 1 (2008)
- Teen X Two 3 (2008)
- Welcome to Hollywood (2008)
- Blonde Bombs (2009)
- Cream Team 3 (2009)
- Cumstains 10 (2009)
- Doll House 5 (2009)
- Doll House 6 (2009)
- Double Time (2009)
- Flying Solo 2 (2009)
- Golden Globes 1 (2009)
- I Came In Your Mom 2 (2009)
- Interracial Cheerleader Orgy (2009)
- Long Shlongs 2 (2009)
- Meet The Fuckers 10 (2009)
- Meet The Fuckers 9 (2009)
- POV Centerfolds 8 (2009)
- Ready Wet Go 6 (2009)
- Shot Glasses 2 (2009)
- Splashes On Glasses 1 (2009)
- Splashes On Glasses 2 (2009)
- War on a Rack (2009)
- You, Me and Her (2009)
- Amateurs in Miami (2010)
- Anal Fanatic 1 (2010)
- Backdoor Entry 1 (2010)
- Busty POV (2010)
- Casting Couch Confessions (2010)
- Curvies (2010)
- Diabolic Young Amateurs (2010)
- Diabolical Amateurs 2 (2010)
- Doll House 7 (2010)
- Filled for the First Time (2010)
- Girl a Boy and a Toy (2010)
- Golden Globes 2 (2010)
- Golden Globes 3 (2010)
- I Came in Your Mom 3 (2010)
- Natural Big 'Uns (2010)
- New Releases 7 (2010)
- Newbies 1 (2010)
- Rack Jobs (2010)
- Recruiter (2010)
- Sex Appeal (2010)
- Shot Glasses 3 (2010)
- Shot Glasses 4 (2010)
- Tits To Die For 1 (2010)
- Young Panty-Ho's 1 (2010)
- About to Blow (2011)
- Anal Fanatic 2 (2011)
- Anal Fanatic 3 (2011)
- Anal Workout (2011)
- Art of Anal 2 (2011)
- Blowing My Mind (2011)
- Cheerleader Drop Outs (2011)
- Cock on My Mind 2 (2011)
- Corrupt Minds (2011)
- Four Eyed Fuck Fest 1 (2011)
- Fresh and Easy 1 (2011)
- Girlfriend's Revenge 1 (2011)
- Golden Globes 4 (2011)
- Guilty Pleasures 2 (2011)
- Gym Rats Orgy (2011)
- Kiss and Tell (2011)
- Knockers Out (2011)
- My First Gangbang 1 (2011)
- Newbies 2 (2011)
- Oil Covered Asses 1 (2011)
- SexAholics (2011)
- Sluts in Lingerie (2011)
- Stripper Grams (2011)
- Teen-ie Bikini (2011)
- Teens In Tight Jeans 1 (2011)
- Teens Wear Short Shorts (2011)
- Too Small To Take It All 4 (2011)
- Trashy Teen Pick-Ups (2011)
- Young Panty-Ho's 2 (2011)
- Young Thighs in Knee Highs 2 (2011)
- Young Toes Before Hoes (2011)
- Addicted to Toys (2012)
- Anal Fanatic 4 (2012)
- Anal Students (2012)
- Ass Cream Sandwich (2012)
- Backdoor Entry 2 (2012)
- Crack Addict 8 (2012)
- Ditching Party Orgy: Caught on Tape (2012)
- Doll House 8 (2012)
- DP Fanatic (2012)
- DP Fanatic 2 (2012)
- Drive Me Crazy (2012)
- Four Eyed Fuck Fest 2 (2012)
- Holiday Office Party (2012)
- House Call Nurses (2012)
- Illegal Ass 3 (2012)
- Internal Cumbustion 17 (2012)
- Invading My Privacy (2012)
- Liquid Diet (2012)
- My First Gangbang 2 (2012)
- Oil Covered Asses 2 (2012)
- Please Come on my Leggings (2012)
- Public Displays Of Affection (2012)
- Real Racks 7 (2012)
- Share the Load 5 (2012)
- Shopping for Sex (2012)
- Teens In Tight Jeans 2 (2012)
- Titties n Lace (2012)
- Too Good to Be True 2 (2012)
- Toy For Her Boy (2012)
- Water World: Underwater Sex (2012)
- Younger Games (2012)
- Anal Fanatic 5 (2013)
- Anal Students 2 (2013)
- Anal Workout 2 (2013)
- Cuties 5 (2013)
- Edibles: Appetite for Sex (2013)
- Eye Candy (2013)
- Foot Fanatic (2013)
- Foot Prints (2013)
- Girlfriend's Revenge 2 (2013)
- It's Safe to Swallow (2013)
- Little Jean Shorts (2013)
- My First Gang Bang 4 (2013)
- Planting Seeds 3 (2013)
- Porn in the USA 1 (2013)
- Ready Wet Go 7 (2013)
- Squirt With Me (2013)
- Supermodels (2013)
- XXX Fit Girls Orgy (2013)
- Young Toes Before Hoes 2 (2013)
- Young Toes Before Hoes 3 (2013)
- American POV: Tattoo Edition (2014)
- Anal POV Style (2014)
- Legs 4 (2014)
- Mother May I (2014)
- Porn in the USA 2 (2014)
- Porn in the USA 3 (2014)
- Water World: Underwater Sex 3 (2014)
- Young Thighs In Knee Highs 4 (2014)